# Yassine Cheikh El Welly
Yassine Cheikh El Welly (né le 10 octobre 1998 à Tindouf en Algerie) est un footballeur international mauritanien d'origine Sahraoui. Il évolue au poste de milieu offensif ou d'attaquant au FC Nouadhibou.

## Palmarès
- Champion de Mauritanie en 2018 et 2019 avec le Nouadhibou.